# Guatemala i olympiska sommarspelen 1992
Guatemala deltog i de olympiska sommarspelen 1992 med en trupp bestående av 14 deltagare, men ingen av landets deltagare erövrade någon medalj.

## Boxning
Bantamvikt
- Magno Ruiz

Lättvikt
- Mauricio Avila

## Brottning
Lätt flugvikt, grekisk-romersk stil
- Mynor Ramírez

## Gymnastik
Damernas hopp
- Luisa Portocarrero

Damernas barr
- Luisa Portocarrero

Damernas bom
- Luisa Portocarrero

Damernas individuella mångkamp
- Luisa Portocarrero

## Modern femkamp
Herrarnas individuella tävling
- Sergio Werner Sánchez Gómez – 4860 poäng (→ 47:e plats)